# 柳萬熙
柳万熙（1917年—1940年3月24日），原名柳永俊，朝鲜族，东北抗日联军第一军三师政治部主任，2015年8月入选著名抗日英烈、英雄群体名录。

## 早年生涯
1917年，柳万熙出生于日占朝鲜庆尚北道安东郡，8岁时随家人迁居中国吉林省磐石县，1930年后定居辽宁省清原县三间房。1931年九一八事变后，年仅14岁的他开始组织童子团并任支队长。他曾带领童子团斗过大地主白明久，在山城镇日本领事馆前游行。此后，他成为中共三间房地区的地下联络员，1933年加入中国共青团。1933年秋，清原日本守备队突然来村里抓他。由于村民提前报信，在地里干活的柳万熙和父亲得以逃脱。但他的母亲和两个弟弟却被抓走，后被杀害。:128:263-264
1933年9月，柳万熙成为东北人民革命第一军独立师三团的一名战士，不久任班长、排长。1934年，他加入了中国共产党。同年秋，他带着20多人回到清原处死了当初告发他的朴某。1935年，他被任命为东北人民革命第一军一师五团青年科长。同年12月，他率五团少年连成功攻破凤城县汉奸王家真的“王家大院”。:128-129:264-265:202-203

## 师政治部主任
1936年5月，一军组建第三师后，他被任命为三师政治部主任。同年11月，柳万熙和师长王仁斋、政委周建华一起率三师西征。部队西行至法库县时，由于辽河还未封冻，又没有船渡河，三人兵分三路返回。返回到清原县庙沟村时，柳万熙率部伏击全歼了60余名去清原开会的日军校尉级军官。:129:43
1937年7月18日，在七七事变后不久，柳万熙和周建华根据情报率部在清原县东松木岭公路伏击去巡视防务的日军，击毙日军冈田少佐和坂本大尉在内的13人，缴获短枪20余只，机枪一挺，以及战刀、望远镜、地图、弹药等物资。缴获的一支手枪被送给杨靖宇。同年7月20日，《盛京时报》报道了冈田被打死的消息。:267-268:43
1937年秋，师长王仁斋、政委周建华相继牺牲。柳万熙一人挑起整个三师的担子。1938年春，他率部在西丰县伏击由西丰去房木镇的日军军车，击毙日军指挥官龟井，并活捉了田村。同年7月末，他与30多名战士突袭西丰县松树砬子警察队，击毙日本军官青岛和一名自卫队员，俘虏2人。:268-269:44
1938年10月，日军的围剿加剧使抗日联军陷入极为艰难的处境。三师部队只剩下柳万熙等16人。根据指示，他与杨靖宇的一军军部会合。同年12月末，一军在桦甸县被靖安军尾随。双方交战后，靖安军有百余人被击毙，抗联亦有60余人牺牲。柳万熙右臂负伤被送往密林修养。1940年2月，杨靖宇在濛江县牺牲。抗联处境变得更加艰难。同年3月，柳万熙率13名战士在临江县黑瞎子沟密营休整。3月24日夜，值夜班的机枪手金增顺趁7名战士外出筹集给养，柳万熙熟睡之际将他杀害。此后，金增顺带着柳万熙的人头投降了日军宪兵队。:269-271:44